# Muishiki no iro
„Muishiki no iro” (jap. 無意識の色) – dwudziesty drugi singel japońskiego zespołu SKE48, wydany w Japonii 10 stycznia 2018 roku przez avex trax.
Singel został wydany w dziewięciu edycjach: czterech regularnych i czterech limitowanych (Type A, Type B, Type C, Type D) oraz „teatralnej” (CD). Osiągnął 1 pozycję w rankingu Oricon i pozostał na liście przez 20 tygodni. Singel zdobył status platynowej płyty.

## Lista utworów
Wszystkie utwory zostały napisane przez Yasushiego Akimoto.

### Type A
| CD | CD                                                             | CD                              | CD                                             | CD      |
| Nr | Tytuł utworu                                                   | Kompozycja                      | Aranżacja                                      | Długość |
| -- | -------------------------------------------------------------- | ------------------------------- | ---------------------------------------------- | ------- |
| 1. | „Muishiki no iro” (jap. 無意識の色)                            | Satoshi Nakayama, Masaru Adachi | Hiroshi Sasaki                                 |         |
| 2. | „Hanshateki Through” (jap. 反射的スルー) (wyk. Love Crescendo) | Katsuhiko Sugiyama              | Katsuhiko Sugiyama, Shuho Mitani, Manabu Yachi |         |
| 3. | „We're Growing Up” (wyk. Aichi Toyota Senbatsu)                | Teruhisa Yorimitsu              | Teruhisa Yorimitsu                             |         |
| 4. | „Muishiki no iro” (jap. 無意識の色) (off vocal)                | Satoshi Nakayama, Masaru Adachi | Hiroshi Sasaki                                 |         |
| 5. | „Hanshateki Through” (jap. 反射的スルー) (off vocal)           | Katsuhiko Sugiyama              | Katsuhiko Sugiyama, Shuho Mitani, Manabu Yachi |         |
| 6. | „We're Growing Up” (off vocal)                                 | Teruhisa Yorimitsu              | Teruhisa Yorimitsu                             |         |

| DVD | DVD                                                     | DVD     |
| Nr  | Tytuł utworu                                            | Długość |
| --- | ------------------------------------------------------- | ------- |
| 1.  | „Muishiki no iro” (jap. 無意識の色) (Music Video)       |         |
| 2.  | „Hanshateki Through” (jap. 反射的スルー) (Music Video)  |         |
| 3.  | „10-shūnen o Aichi-ken de PR” (jap. 10周年を愛知県でPR) |         |

### Type B
| CD | CD                                                                     | CD                              | CD                 | CD      |
| Nr | Tytuł utworu                                                           | Kompozycja                      | Aranżacja          | Długość |
| -- | ---------------------------------------------------------------------- | ------------------------------- | ------------------ | ------- |
| 1. | „Muishiki no iro” (jap. 無意識の色)                                    | Satoshi Nakayama, Masaru Adachi | Hiroshi Sasaki     |         |
| 2. | „Yoake no Coyote” (jap. 夜明けのコヨーテ) (wyk. Sagami Chain Senbatsu) | K-WONDER, SAS3                  | K-WONDER, SAS3     |         |
| 3. | „We're Growing Up” (wyk. Aichi Toyota Senbatsu)                        | Teruhisa Yorimitsu              | Teruhisa Yorimitsu |         |
| 4. | „Muishiki no iro” (jap. 無意識の色) (off vocal)                        | Satoshi Nakayama, Masaru Adachi | Hiroshi Sasaki     |         |
| 5. | „Yoake no Coyote” (jap. 夜明けのコヨーテ) (off vocal)                  | K-WONDER, SAS3                  | K-WONDER, SAS3     |         |
| 6. | „We're Growing Up” (off vocal)                                         | Teruhisa Yorimitsu              | Teruhisa Yorimitsu |         |

| DVD | DVD | DVD     |
| Nr  | Tytuł utworu                                                                                             | Długość |
| --- | --- | ------- |
| 1.  | „Muishiki no iro” (jap. 無意識の色) (Music Video)                                                        |         |
| 2.  | „Yoake no Coyote” (jap. 夜明けのコヨーテ) (Music Video)                                                  |         |
| 3.  | „SKE48 gekijō Debut 9-shūnen kinen tokubetsu kōen zenpen” (jap. SKE48劇場デビュー9周年記念特別公演 前編) |         |

### Type C
| CD | CD                                                              | CD                              | CD                 | CD      |
| Nr | Tytuł utworu                                                    | Kompozycja                      | Aranżacja          | Długość |
| -- | --------------------------------------------------------------- | ------------------------------- | ------------------ | ------- |
| 1. | „Muishiki no iro” (jap. 無意識の色)                             | Satoshi Nakayama, Masaru Adachi | Hiroshi Sasaki     |         |
| 2. | „Bocchi de Skip” (jap. ぼっちでスキップ) (wyk. Namae Yobaretai) | Isao Yoshida                    | Isao Yoshida       |         |
| 3. | „We're Growing Up” (wyk. Aichi Toyota Senbatsu)                 | Teruhisa Yorimitsu              | Teruhisa Yorimitsu |         |
| 4. | „Muishiki no iro” (jap. 無意識の色) (off vocal)                 | Satoshi Nakayama, Masaru Adachi | Hiroshi Sasaki     |         |
| 5. | „Bocchi de Skip” (jap. ぼっちでスキップ) (off vocal)            | Isao Yoshida                    | Isao Yoshida       |         |
| 6. | „We're Growing Up” (off vocal)                                  | Teruhisa Yorimitsu              | Teruhisa Yorimitsu |         |

| DVD | DVD | DVD     |
| Nr  | Tytuł utworu                                                                                            | Długość |
| --- | --- | ------- |
| 1.  | „Muishiki no iro” (jap. 無意識の色) (Music Video)                                                       |         |
| 2.  | „Bocchi de Skip” (jap. ぼっちでスキップ) (Music Video)                                                  |         |
| 3.  | „SKE48 gekijō Debut 9-shūnen kinen tokubetsu kōen kōhen” (jap. SKE48劇場デビュー9周年記念特別公演 後編) |         |

### Type D
| CD | CD                                                                    | CD                              | CD                 | CD      |
| Nr | Tytuł utworu                                                          | Kompozycja                      | Aranżacja          | Długość |
| -- | --------------------------------------------------------------------- | ------------------------------- | ------------------ | ------- |
| 1. | „Muishiki no iro” (jap. 無意識の色)                                   | Satoshi Nakayama, Masaru Adachi | Hiroshi Sasaki     |         |
| 2. | „Sawaranu Romance” (jap. 触らぬロマンス) (wyk. Sakura Love Letter 32) | cAnON.                          | K3CP               |         |
| 3. | „We're Growing Up” (wyk. Aichi Toyota Senbatsu)                       | Teruhisa Yorimitsu              | Teruhisa Yorimitsu |         |
| 4. | „Muishiki no iro” (jap. 無意識の色) (off vocal)                       | Satoshi Nakayama, Masaru Adachi | Hiroshi Sasaki     |         |
| 5. | „Sawaranu Romance” (jap. 触らぬロマンス) (off vocal)                  | cAnON.                          | K3CP               |         |
| 6. | „We're Growing Up” (off vocal)                                        | Teruhisa Yorimitsu              | Teruhisa Yorimitsu |         |

| DVD | DVD                                                                                               | DVD     |
| Nr  | Tytuł utworu                                                                                      | Długość |
| --- | ------------------------------------------------------------------------------------------------- | ------- |
| 1.  | „Muishiki no iro” (jap. 無意識の色) (Music Video)                                                 |         |
| 2.  | „Sawaranu Romance” (jap. 触らぬロマンス) (Music Video)                                            |         |
| 3.  | „Wakate o iraira sa sete miyō Series fukkoku-ban” (jap. 若手をイライラさせてみようシリーズ復刻版) |         |

### Wer. teatralna
| CD | CD                                                                    | CD                              | CD                  | CD      |
| Nr | Tytuł utworu                                                          | Kompozycja                      | Aranżacja           | Długość |
| -- | --------------------------------------------------------------------- | ------------------------------- | ------------------- | ------- |
| 1. | „Muishiki no iro” (jap. 無意識の色)                                   | Satoshi Nakayama, Masaru Adachi | Hiroshi Sasaki      |         |
| 2. | „Because Docchitsukazu” (jap. Because どっちつかず) (wyk. Kosanger 7) | Mitsuru Wakabayashi             | Mitsuru Wakabayashi |         |
| 3. | „We're Growing Up” (wyk. Aichi Toyota Senbatsu)                       | Teruhisa Yorimitsu              | Teruhisa Yorimitsu  |         |
| 4. | „SKE48 22nd Single Medley”                                            |                                 |                     |         |
| 5. | „Muishiki no iro” (jap. 無意識の色) (off vocal)                       | Satoshi Nakayama, Masaru Adachi | Hiroshi Sasaki      |         |
| 6. | „Because Docchitsukazu” (jap. Because どっちつかず) (off vocal)       | Mitsuru Wakabayashi             | Mitsuru Wakabayashi |         |
| 7. | „We're Growing Up” (off vocal)                                        | Teruhisa Yorimitsu              | Teruhisa Yorimitsu  |         |

## Skład zespołu
| „Muishiki no iro” |
| --- |
| - SKE48 Team S: Jurina Matsui - SKE48 Team S / AKB48 Team 4: Ryōha Kitagawa - SKE48 Team KII: Yūna Egō, Mina Ōba, Yuna Obata (środek), Ruka Kitano, Sarina Sōda, Akane Takayanagi, Saki Takeuchi, Yuzuki Hidaka, Nao Furuhata - SKE48 Team E: Natsuki Kamata, Haruka Kumazaki, Rara Gotō, Maya Sugawara, Akari Suda |

| „Hanshateki Through” |
| --- |
| - SKE48 Team S: Rena Isshiki, Ruka Inoue, Miyo Nomura, Jurina Matsui (środek), Chikako Matsumoto - SKE48 Team S / AKB48 Team 4: Ryōha Kitagawa - SKE48 Team KII: Yūna Egō, Yuna Obata (środek) - SKE48 Team E: Haruka Kumazaki, Rara Gotō, Maya Sugawara |

| „We're Growing Up” |
| --- |
| - SKE48 Team S: Jurina Matsui - SKE48 Team S / AKB48 Team 4: Ryōha Kitagawa - SKE48 Team KII: Yūna Egō, Mina Ōba, Yuna Obata, Sarina Sōda, Akane Takayanagi, Nao Furuhata - SKE48 Team E: Haruka Kumazaki, Rara Gotō, Maya Sugawara, Akari Suda |

| „Yoake no Coyote” |
| --- |
| - SKE48 Team S: Jurina Matsui (środek) - SKE48 Team S / AKB48 Team 4: Ryōha Kitagawa - SKE48 Team KII: Yūna Egō, Mina Ōba, Yuna Obata, Sarina Sōda, Akane Takayanagi, Nao Furuhata, Yukina Yahagi - SKE48 Team E: Haruka Kumazaki, Rara Gotō, Akari Suda |

| „Bocchi de Skip” |
| --- |
| - Team KII: Shiori Aoki, Mikoto Uchiyama (środek), Ruka Kitano, Yuzuki Hidaka - Team E: Narumi Ichino, Makiko Saitō |

| „Sawaranu Romance” |
| --- |
| - Team S: Ayuka Kamimura, Yoshino Kitagawa, Aika Sugiyama, Kano Nojima, Otoha Machi - Team KII: Yuki Arai, Ayaka Ōta, Narumi Kataoka, Kotono Shirai, Natsuki Takatsuka, Airi Mizuno, Yukina Yahagi - Team E: Honoka Aikawa, Yuka Asai, Reona Ida, Kaho Satō, Oka Suenaga (środek), Yuki Takahata, Nao Fukushi - Kenkyūsei: Ayaha Atsumi, Saki Ishikawa, Yuzuki Ishiguro, Rinka Oshiba, Miku Okada, Ami Kurashima, Marin Sakamoto, Kohaku Shirayuki, Izumi Nakamura, Miki Nonogaki, Negai Fukai, Riko Morihira, Aina Wada |

| „Because Docchitsukazu” |
| --- |
| - Team S: Asana Inuzuka, Rika Tsuzuki, Suzuran Yamauchi, Juna Yamada - Team KII: Yumana Takagi, Kaori Matsumura - Team E: Marika Tani (środek) |

## Notowania
| Lista                             | Pozycja |
| --------------------------------- | ------- |
| Oricon Weekly Singles Chart       | 1       |
| Oricon Yearly Singles Chart       | 17      |
| Billboard Japan Hot 100           | 1       |
| Billboard Japan Hot Singles Sales | 1       |

## Sprzedaż
| Dane wg         | Sprzedaż |
| --------------- | -------- |
| Oricon          | 386 683  |
| Billboard Japan | 453 363+ |